# Acronicta marmorata
Acronicta marmorata là một loài bướm đêm trong họ Noctuidae.

## Hình ảnh

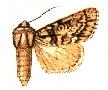